# Beulah Russell
Beatrice Beulah Russell (* 22. Oktober 1878 in Union County (Kentucky), USA; † 22. Februar 1940 in Newport News, Virginia, USA) war eine US-amerikanische Mathematikerin und Hochschullehrerin. Sie war 1930 die erste Professorin, die am Colloquium der Edinburgh Mathematical Society in St. Andrews, Schottland, teilnahm.

## Leben und Werk

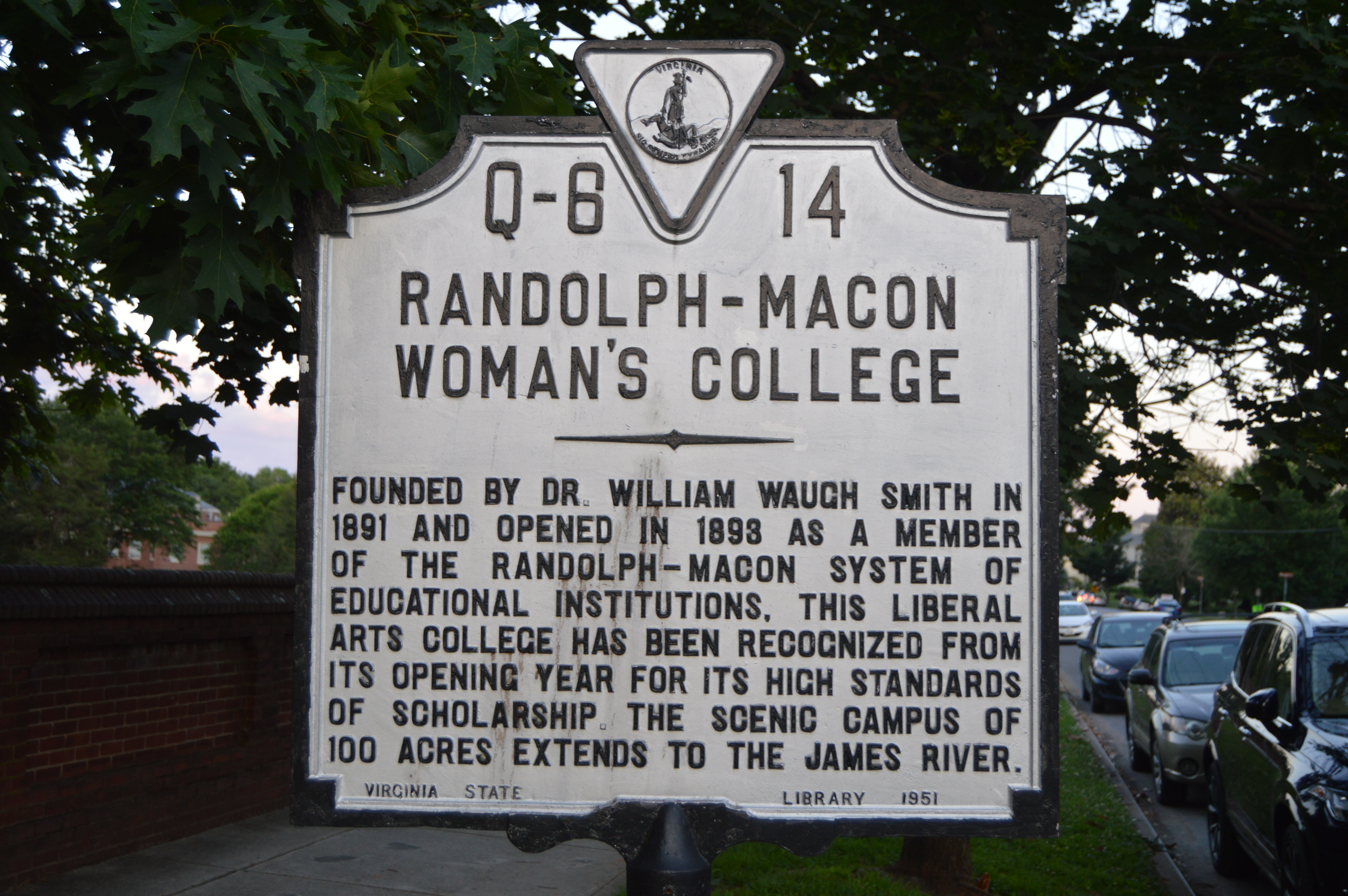
Historische Markierung an der Rivermont Avenue vor dem Campus des Randolph College in Lynchburg, Virginia, USA

Russell war eine Tochter von fünf Kindern des Farmers James Russell (1824–1895) und Havannas Victoria Roberts (1842–1924). Sie erhielt ihre Schulbildung in Boxville und wurde danach Schullehrerin. Sie studierte ab 1900 Mathematik am Randolph-Macon Woman’s College und erwarb dort 1903 einen Bachelor-Abschluss. Sie wurde dann als Lehrerin für Mathematik am Lafayette College in Easton (Pennsylvania) ernannt. 1905 wurde sie zur Professorin für Mathematik am Grenada College ernannt und lehrte dort bis 1909.
1909 kehrte sie als Lehrerin für Mathematik an das Randolph-Macon Woman’s College zurück und studierte gleichzeitig für einen Master-Abschluss an der University of Chicago. Sie erhielt dort im August 1915 ihren Abschluss an der Graduate School of Arts and Science der University of Chicago.

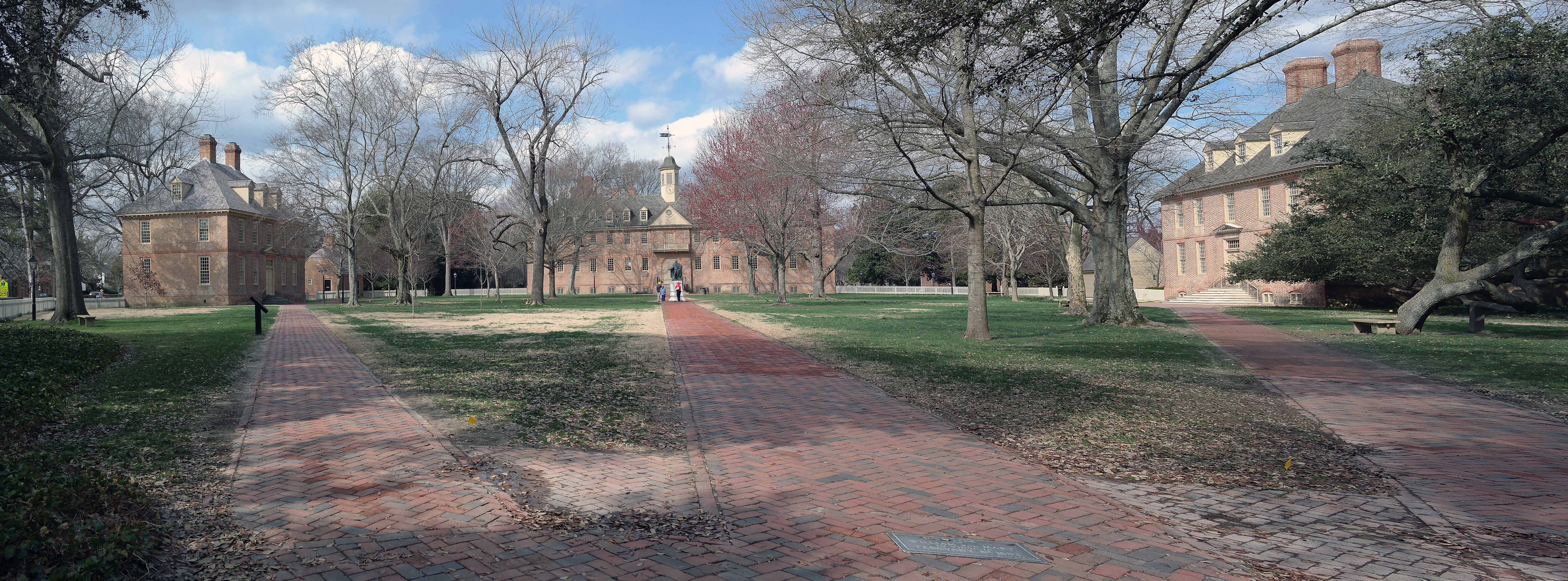
Panorama des alten College-Hofs von William and Mary in Williamsburg, Virginia, 2015

1925 verließ Russell das Randolph-Macon Woman’s College und wurde außerordentliche Professorin für Mathematik am College of William and Mary. Dieses College ist die zweitälteste Hochschule in den Vereinigten Staaten und Frauen wurden 1918 zum College zugelassen.
Russell war Mitglied des Stipendienkomitees und des Student Activities Committee. Weibliche Fakultätsmitglieder waren in Ausschüssen tätig, die sich fast ausschließlich auf Studenten konzentrierten und nicht auf die Collegepolitik, in der nur männliche Fakultätsmitglieder tätig waren.
1930 nahm Russell am Kolloquium der Edinburgh Mathematical Society teil, das vom 19. bis 30. Juli an der University of St Andrews in Schottland stattfand. Unter den Vorträgen und Diskussionen führte Charles Noble, Professor an der University of California, Berkeley, eine Diskussion über das Lehren von Mathematik im In- und Ausland. Russell beteiligte sich an dieser Diskussion über die Erfahrungen von Lehrern in den Vereinigten Staaten, Amerika, Kanada, England, Irland und Schottland.
Durch die Teilnahme an diesem Kolloquium war Russell die erste Professorin, die am St Andrews Colloquium teilnahm. Russell verbrachte einen weiteren Monat in Großbritannien, bevor sie am 30. August mit dem Schiff der Holland-America Line, der Statendam, von Southampton abreiste. Sie kam am 6. September in New York an und nahm ihre Lehrtätigkeit für das Jahr 1930 auf.
Russell starb am 22. Februar 1940 im Riverside Hospital in Newport News an einem Tumor an der Wirbelsäule. Sie wurde auf dem McClure Cemetery in Boxville, Union County beigesetzt.
In einer Ausgabe von The American Mathematical Monthly aus dem Jahr 1923 wird berichtet, dass Beulah in die Mathematical Association of America gewählt wurde.
Die Beulah Russell Hall am College of William and Mary wurde ihr zu Ehren benannt.